# Rudolf Goclenius
Rudolph Goclenius cel Bătrân (în germană Rudolf Goclenius der Ältere; n. 1 martie 1547, Korbach, Hessa, Germania – d. 8 iunie 1628, Marburg, Hessa, Germania) a fost un filosof scolastic german. 
Gockel este adesea creditat că a inventat termenul de „psihologie” în 1590, deși termenul a fost folosit de Marko Marulić cu cel puțin 66 de ani mai devreme. 
Gockel a avut un sprijin extins și a adus contribuții semnificative în domeniul ontologiei.